# Ioanna Koutsou
Ioanna Koutsou (in greco Ιωάννα Κουτσού?; 23 novembre 1986) è una taekwondoka greca.

## Palmarès
- Europei

Bonn 2006: bronzo nei 46 kg;
Manchester 2012: oro nei 46 kg.